# Hermann Josef von dem Bongart
Hermann Josef Freiherr von dem Bongart (* 15. April 1897 in Paffendorf (Bergheim); † 21. Dezember 1952 ebenda) war Offizier und Flugzeugführer in der Luftwaffe der Wehrmacht, sowie deutscher Sportschütze und Vize-Weltmeister im Wurfscheibenschießen.

## Herkunft und Leben
Herman Josef von dem Bongart war der Sohn von Pius Wilderich Graf von Walderdorff (1871–1933, adoptiert von der Familie Ludwig Freiherr von dem Bongart) und Ludwiga Gräfin Schaffgotsch gen. Semperfrei von und zu Kynast und Greiffenstein (1870–1933); er hatte noch neun Geschwister. Am 27. Mai 1926 heiratete er in Canstein Marietta Freiin von Elverfeldt (1899–1982). Aus dieser Ehe gingen zwei Söhne und drei Töchter hervor.
Er lebte auf Schloss Paffendorf in Bergheim im Rhein-Erft-Kreis, war dort auch Mitglied der St. Sebastianus Bruderschaft Paffendorf von 1422 e. V., wo er 1925 Schützenkönig wurde. Nach seinem Tod wurde 1958 das Anwesen von seiner Witwe an eine Vorgängergesellschaft von RWE Power verkauft.

## Militärische Laufbahn
Bongart trat als junger Soldat den Luftstreitkräften des Deutschen Kaiserreichs bei, um Pilot zu werden. Seine eigentliche Pilotenkarriere machte er jedoch in der Luftwaffe der Wehrmacht im Zweiten Weltkrieg. Im Juli 1938 als Hauptmann wurde er Staffelkapitän der 5. Staffel des Kampfgeschwaders 257 in Lüneburg. Aus diesem bildete sich ab dem 1. Mai 1939 das Kampfgeschwader 26, wo er am 12. September 1939 zum Major befördert wurde.
Am 1. April 1941 zum Oberstleutnant befördert, ging er am 10. April 1941 als Kommandeur der IV. Gruppe zum Kampfgeschwader 55. Im September 1942 wurde er Kommandeur der III. Gruppe. Nach seiner Beförderung zum Oberst am 2. September 1942 übernahm er wieder das Kommando der IV. Gruppe im Kampfgeschwaders 55.
Im Oktober 1943 wurde er in den Stab als „Offizier für Sonderaufträge“ der Luftflotte 3 (Frankreich, Belgien, Niederlande) berufen. Im Dezember 1943 übernahm er als Kommodore das Fliegerzielgeschwader 2 bei der Flieger-Zieldivision, das aus vier Gruppen und zwölf Staffeln bestand. Aus deren III. und IV. Gruppe bildete er im April 1944 die Gruppen I und II des „Geschwaders Bongart“ mit sieben Staffeln zur Bekämpfung von Partisanen in Frankreich.
Im September 1944 übernahm er seinen letzten offiziellen Posten als Kommandant des Flugplatz Kommandos Neumünster – Fliegerhorstkommandantur A (o) 5 / XI.

### Auszeichnungen
- Eisernes Kreuz 2. Klasse, 1939 als Major[6]
- Luftwaffe Ehrenpokale für besondere Leistungen im Luftkrieg, am 10. August 1942 als Oberstleutnant
- Deutsches Kreuz in Gold, am 5. November 1942 als Oberst

## Karriere als Sportschütze
Neben seiner fliegerischen Karriere, war Bongart ein erfolgreicher deutscher Sportschütze im Wurfscheibenschießen (damals noch Tontaubenschießen) in der Disziplin „Flinte Trap“. Seinen größten Erfolg errang er bei der Weltmeisterschaft 1939 in Berlin-Wannsee, dort wurde er Vize-Weltmeister in der Einzelwertung der Herren mit 285 getroffenen Scheiben und musste sich nur Sándor Lumniczer aus Ungarn geschlagen geben, der drei Scheiben mehr traf. Mit dem Team erreichte er den Weltmeistertitel, sie holten Gold in der Mannschaftswertung.
Zwei Jahre zuvor, bei den Weltmeisterschaften 1937 in Helsinki, wurde er zusammen mit Rudolf Sack, Kurt Schöbel und Herrn von Cramon Vize-Weltmeister mit 1121 getroffenen Scheiben, Weltmeister wurde die finnische Mannschaft.

### Medaillen international – Einzelwertung
- 1939: Weltmeisterschaft, Silber[8]
- 1939: Europameisterschaft, Silber[9]

### Medaillen international – Mannschaftswertung
- 1937: Weltmeisterschaft, Silber[10]
- 1937: Europameisterschaft, Silber
- 1939: Weltmeisterschaft, Gold
- 1939: Europameisterschaft, Gold